# Pallapatti
Pallapatti là một thị xã panchayat của quận Dindigul thuộc bang Tamil Nadu, Ấn Độ.

## Nhân khẩu
Theo điều tra dân số năm 2001 của Ấn Độ, Pallapatti có dân số 11.807 người. Phái nam chiếm 51% tổng số dân và phái nữ chiếm 49%. Pallapatti có tỷ lệ 61% biết đọc biết viết, cao hơn tỷ lệ trung bình toàn quốc là 59,5%: tỷ lệ cho phái nam là 69%, và tỷ lệ cho phái nữ là 53%. Tại Pallapatti, 12% dân số nhỏ hơn 6 tuổi.